# Gertse
Gertse Dzong, Chinees: Gêrzê Xian is een arrondissement in de prefectuur Ngari in de Tibetaanse Autonome Regio, China.
Het heeft een oppervlakte van 99.324 km² en in 1999 telde het 16.623 inwoners. De gemiddelde hoogte is 4700 meter. De gemiddelde jaarlijkse temperatuur is -4 °C en jaarlijks valt er gemiddeld 189 mm neerslag.